# Poul August Plum

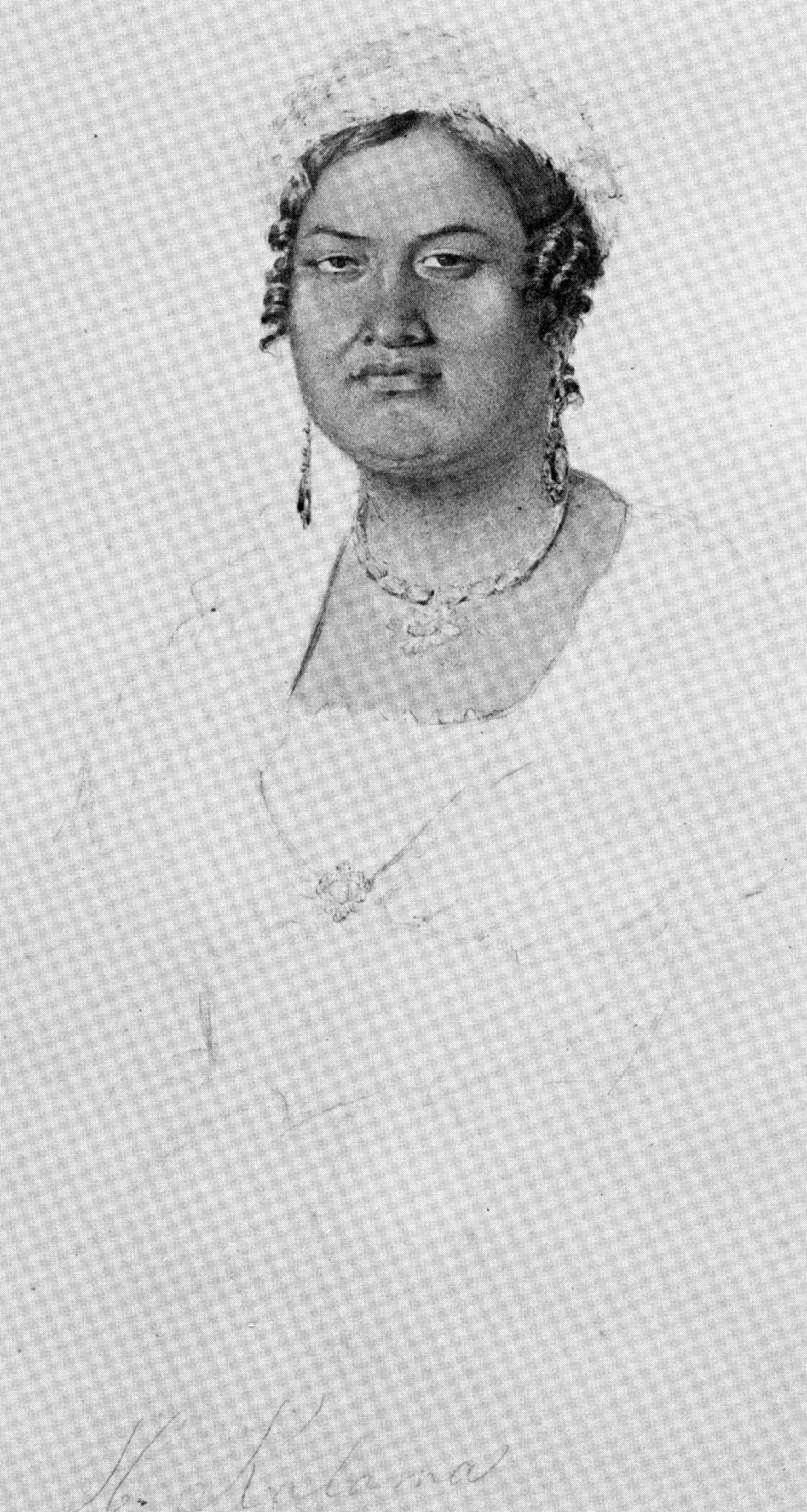
Plums porträtt drottning Kalama Hawaii.

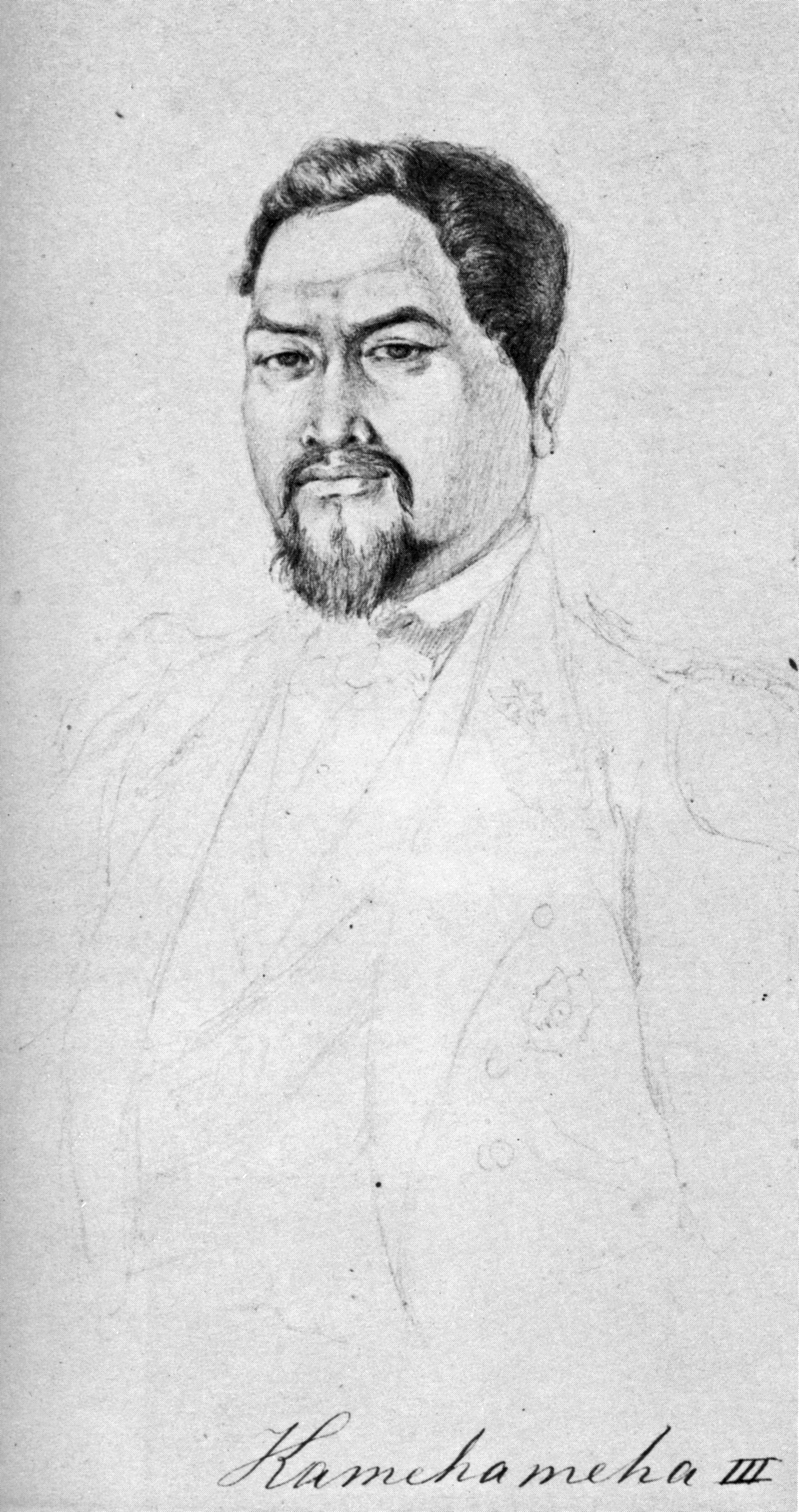
Plums porträtt kung Kamehameha III Hawaii.

Poul August Plum, född 13 maj 1815 i Köpenhamn, död 27 juli 1876 i Fredensborg, var en dansk målare och tecknare med särskild inriktning mot genremåleri. Plum deltog i den första danska världsomseglingen åren 1845-1847.

## Biografi
Poul August Plum föddes 1815 som son till familjen Hans Jacob Plum (1783-1835) och dennes fru Petra Magdalena Halse (1786-1864).
1831 började han som elev vid Det Kongelige Danske Kunstakademi, redan 1834 hade han sin första utställning. 1837 gjorde han ett uppehåll i måleristudierna för att resa till Nordamerika och där jobba som skulptör, först våren 1841 återvände Plum till Köpenhamn och avslutade då sina studier.
Den Kongelige Malerisamling hade tidigare  köpt 2 verk av Plum ("Et sjællandsk hestemarked", 1839 och "En læredrengs afsked med mesteren", 1844) och 1845 värvades Plum till att i Galathea-expeditionen.
Den 24 juni 1845 lämnade korvetten Galathea hamnen i Köpenhamn. Under resan tecknade Plum både porträtt och naturmotiv.
1850 tilldelades Plum ett resestipendium av Danske Kunstakademi varefter han tillbringade en tid i Düsseldorf, Paris och Bryssel, 1854 återkom han till Köpenhamn.
Plum var gift 2 gånger, första gången 1854 med Mariane Laurentze Hasse (1811-1872) och andra gången 1873 med Emilie Hoppe (1836-1916)
Plum avled 1876 och ligger begravd Asminderød kirkegård i Fredensborg